# Groß Wüstenfelde
Groß Wüstenfelde – gmina w Niemczech, w kraju związkowym Meklemburgia-Pomorze Przednie, w powiecie Rostock, wchodzi w skład Związku Gmin Mecklenburgische Schweiz.